# Liste des œuvres de Kaija Saariaho

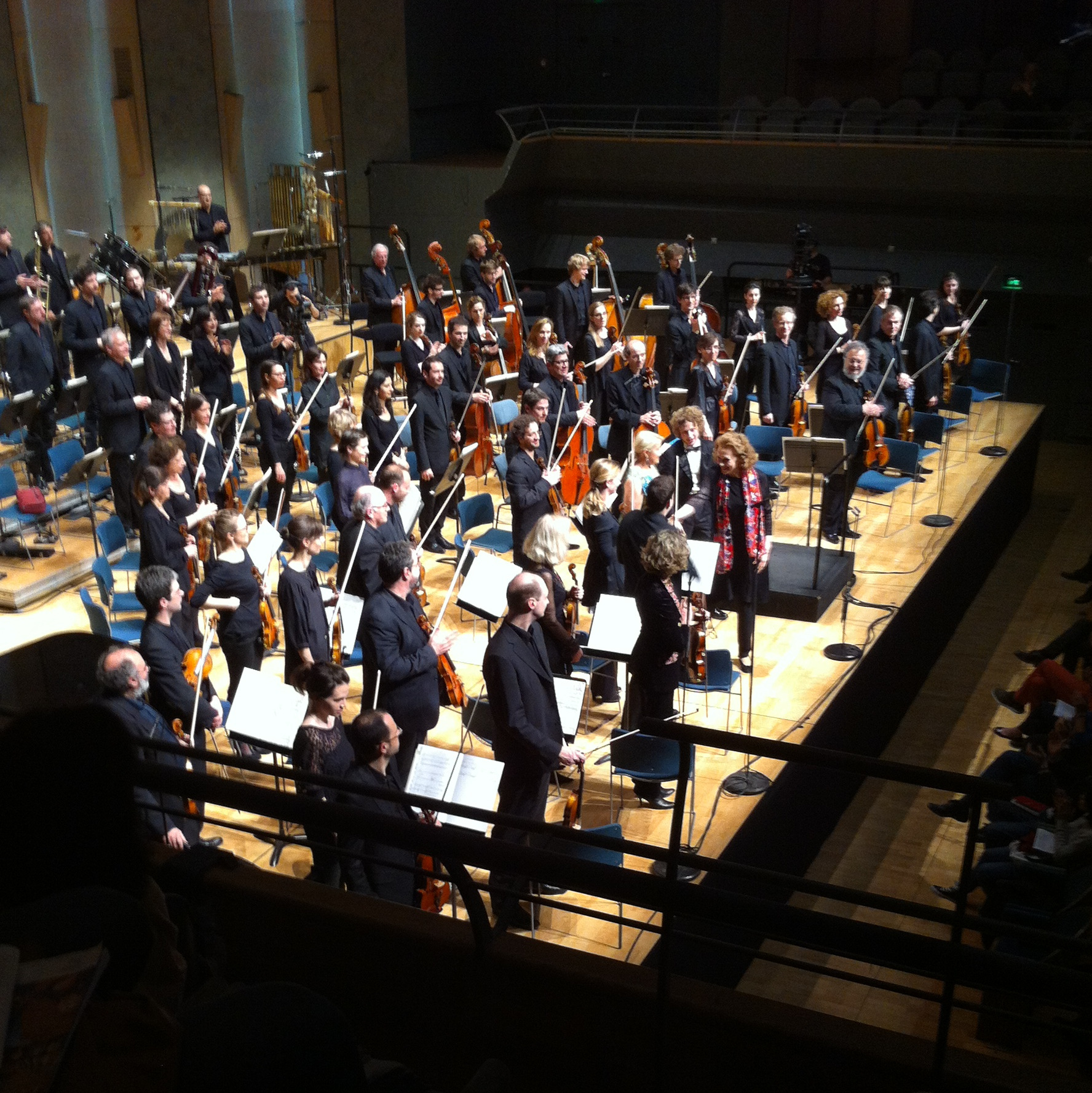
Kaija Saariaho

Cette page est une liste des œuvres de la compositrice finlandaise Kaija Saariaho (1952-2023).
| Tableau chronologique            | Tableau chronologique | Tableau chronologique | Tableau chronologique                        |
| Titre                            | Création              | Type d'ouvrage        | Commentaire                                  |
| Années 1980                      | Années 1980           | Années 1980           | Années 1980                                  |
| -------------------------------- | --------------------- | --------------------- | -------------------------------------------- |
| Laconisme de l'aile              | 1982                  | Soliste               |                                              |
| Verblendungen                    | 1984                  | Orchestre             |                                              |
| Jardin secret I                  | 1985                  | Electronique          |                                              |
| Lichtbogen                       | 1986                  | Ensemble              |                                              |
| Jardin Secret II                 | 1986                  | Soliste               |                                              |
| Il pleut                         | 1986                  | Voix et chambre       |                                              |
| Io                               | 1987                  | Ensemble              |                                              |
| Nymphéa                          | 1987                  | Musique de chambre    |                                              |
| Petals                           | 1988                  | Soliste               |                                              |
| Stilleben                        | 1988                  | Electronique          |                                              |
| Grammaire des Rêves              | 1988                  | Voix et chambre       |                                              |
| From the Grammar of Dreams       | 1988                  | Voix                  |                                              |
| Années 1990                      |                       |                       |                                              |
| Du cristal...                    | 1990                  | Orchestre             | Partie 1 de ...à la fumée                    |
| ...à la fumée                    | 1991                  | Soliste et orchestre  | Partie 2 de Du cristal...                    |
| Im Traume                        | 1990                  | Musique de chambre    |                                              |
| Oi Kuu                           | 1990                  | Musique de chambre    |                                              |
| Aer                              | 1991                  | Ensemble              |                                              |
| Maa                              | 1991                  | Danse                 |                                              |
| Nuits, adieux                    | 1991                  | Voix et chambre       |                                              |
| Gates                            | 1991                  | Musique de chambre    |                                              |
| ...de la Terre                   | 1991                  | Soliste               |                                              |
| Fall                             | 1991                  | Soliste               |                                              |
| Amers                            | 1992                  | Soliste et ensemble   |                                              |
| NoaNoa                           | 1992                  | Soliste               |                                              |
| Près                             | 1992                  | Soliste               |                                              |
| Solaire                          | 1993                  | Ensemble              |                                              |
| Caliban's Dream                  | 1993                  | Voix et chambre       |                                              |
| Trois rivières                   | 1994                  | Musique de chambre    |                                              |
| Nocturne                         | 1994                  | Soliste               |                                              |
| Graal théâtre                    | 1994                  | Soliste et orchestre  |                                              |
| Six Japanese Gardens             | 1995                  | Soliste               |                                              |
| Caliban's Dream                  | 1995                  | Voix et chambre       | Version alternative                          |
| Folia                            | 1995                  | Soliste               |                                              |
| New Gates                        | 1996                  | Musique de chambre    |                                              |
| Château de l'âme                 | 1996                  | Chœur                 |                                              |
| Nuits, adieux                    | 1996                  | Chœur                 | Version chorale                              |
| Lonh                             | 1996                  | Voix et chambre       |                                              |
| Die Aussicht                     | 1996                  | Voix et chambre       |                                              |
| Graal théâtre                    | 1997                  | Soliste et ensemble   | Version d'ensemble                           |
| Spins and Spells                 | 1997                  | Soliste               |                                              |
| Miranda's Lament                 | 1997                  | Voix et chambre       |                                              |
| Mirrors                          | 1997                  | Musique de chambre    |                                              |
| Forty Heartbeats                 | 1998                  | Orchestre             |                                              |
| Die Aussicht                     | 1998                  | Voix et chambre       | Version alternative                          |
| Couleurs du vent                 | 1998                  | Soliste               |                                              |
| Cendres                          | 1998                  | Musique de chambre    |                                              |
| Neiges                           | 1998                  | Ensemble              |                                              |
| Ciel étoilé                      | 1999                  | Musique de chambre    |                                              |
| Quatre Messages                  | 1999                  | Voix et chambre       |                                              |
| Oltra Mar                        | 1999                  | Chœur                 |                                              |
| Années 2000                      |                       |                       |                                              |
| L'Amour de loin                  | 2000                  | Opéra                 |                                              |
| Message pour Gérard              | 2000                  | Voix et ensemble      |                                              |
| Sept Papillons                   | 2000                  | Soliste               |                                              |
| Ariel's Hail                     | 2000                  | Voix et chambre       |                                              |
| Iltarukous                       | 2000                  | Voix et chambre       |                                              |
| Miranda's Lament                 | 2000                  | Voix et chambre       | Version alternative                          |
| Nymphéa Reflection               | 2001                  | Orchestre             |                                              |
| Tag des Jahrs                    | 2001                  | Chœur                 |                                              |
| Überzeugung                      | 2001                  | Chœur                 |                                              |
| Cinq reflets                     | 2001                  | Voix et orchestre     | Suite à partir de L'Amour de loin            |
| Aile du songe                    | 2001                  | Soliste et orchestre  |                                              |
| Song for Betty                   | 2001                  | Orchestre             |                                              |
| Trois Rivières : Delta           | 2001                  | Soliste               |                                              |
| Terrestre                        | 2002                  | Musique de chambre    |                                              |
| Prospero's Vision                | 2002                  | Voix et chambre       |                                              |
| Quatre Instants                  | 2002                  | Voix et chambre       |                                              |
| Quatre instants                  | 2002                  | Voix et orchestre     | Version orchestrale                          |
| From the Grammar of Dreams       | 2002                  | Voix                  |                                              |
| Changing Light                   | 2002                  | Voix et chambre       |                                              |
| Orion                            | 2003                  | Orchestre             |                                              |
| Je sens un deuxième coeur        | 2003                  | Musique de chambre    |                                              |
| Tempest Songbook                 | 2004                  | Voix et ensemble      |                                              |
| Dolce Tourmento                  | 2004                  | Soliste               |                                              |
| Terra Memoria                    | 2004                  | Musique de chambre    |                                              |
| Ferdinand's Comfort              | 2004                  | Voix et chambre       |                                              |
| Asteroid 4179: Toutatis          | 2005                  | Orchestre             |                                              |
| Changing Light                   | 2005                  | Voix et chambre       | Version alternative                          |
| Ballade                          | 2005                  | Soliste               |                                              |
| Notes on Light                   | 2006                  | Soliste et orchestre  |                                              |
| Adriana Mater                    | 2006                  | Opéra                 |                                              |
| Tag des Jahrs                    | 2006                  | Voix et chambre       | Version arrangée par Rachid Safir            |
| La Passion de Simone             | 2006                  | Oratorio              |                                              |
| Adriana's Songs                  | 2006                  | Voix et orchestre     |                                              |
| Vent nocturne                    | 2006                  | Soliste               |                                              |
| Leino Songs                      | 2007                  | Voix et orchestre     |                                              |
| Leino Songs                      | 2007                  | Voix et chambre       | Version de chambre                           |
| Prélude                          | 2007                  | Soliste               |                                              |
| Echo                             | 2007                  | Chœur                 |                                              |
| Horloge, Tais-Tois !             | 2007                  | Chœur                 |                                              |
| Mirage                           | 2007                  | Voix et orchestre     |                                              |
| Mirage                           | 2007                  | Voix et chambre       | Version de chambre                           |
| Laterna Magica                   | 2008                  | Orchestre             |                                              |
| Serenatas                        | 2008                  | Musique de chambre    |                                              |
| Lumière et Pesanteur             | 2009                  | Orchestre             |                                              |
| Terra Memoria                    | 2009                  | Musique de chambre    |                                              |
| Calices                          | 2009                  | Musique de chambre    |                                              |
| Cloud Trio                       | 2009                  | Musique de chambre    |                                              |
| Années 2010                      |                       |                       |                                              |
| Émilie                           | 2010                  | Opéra                 |                                              |
| Tocar                            | 2010                  | Musique de chambre    |                                              |
| Dreaming Chaccone                | 2010                  | Soliste               |                                              |
| D'OM LE VRAI SENS                | 2010                  | Soliste et orchestre  |                                              |
| Notes on Light                   | 2010                  | Soliste et ensemble   | Version d'ensemble                           |
| Émilie Suite                     | 2011                  | Voix et orchestre     | Suite à partir d'Émilie                      |
| Kesäpäivä                        | 2011                  | Chœur                 |                                              |
| Frises                           | 2011                  | Soliste               |                                              |
| Aure                             | 2011                  | Musique de chambre    |                                              |
| Circle Map                       | 2012                  | Orchestre             |                                              |
| Sombre                           | 2012                  | Voix et chambre       |                                              |
| Duft                             | 2012                  | Soliste               |                                              |
| Ciel d'hiver                     | 2013                  | Orchestre             |                                              |
| Maan varjot                      | 2013                  | Soliste et orchestre  |                                              |
| Luonnon kasvot                   | 2013                  | Voix et chambre       |                                              |
| True Fire                        | 2014                  | Voix et orchestre     |                                              |
| The Bosun's Cheer                | 2014                  | Musique de chambre    |                                              |
| Light and Matter                 | 2014                  | Musique de chambre    |                                              |
| Offrande                         | 2014                  | Musique de chambre    |                                              |
| Trans                            | 2015                  | Soliste et orchestre  |                                              |
| Figura                           | 2016                  | Musique de chambre    |                                              |
| Only the Sound Remains           | 2016                  | Opéra                 |                                              |
| Lumière immobile et en mouvement | 2016                  | Musique de chambre    |                                              |
| Arabesques et adages             | 2016                  | Soliste               |                                              |
| Sens                             | 2016                  | Soliste               |                                              |
| Concordia                        | 2017                  | Musique de chambre    |                                              |
| Saarikoski-laulut                | 2017                  | Voix et chambre       |                                              |
| Vers toi qui est si loin         | 2018                  | Soliste et ensemble   | Adaptation du dernier air de L'Amour de loin |
| Vers toi qui est si loin         | 2018                  | Voix et ensemble      | Adaptation du dernier air de L'Amour de loin |
| Chimère                          | 2019                  | Orchestre             |                                              |
| Vista                            | 2019                  | Orchestre             |                                              |
| Changing Light                   | 2019                  | Voix et chambre       | Version alternative                          |
| Prospero's Vision                | 2019                  | Voix et chambre       | Version alternative                          |
| Années 2020                      |                       |                       |                                              |
| Semafor                          | 2020                  | Orchestre             |                                              |
| Saarikoski-laulut                | 2020                  | Voix et orchestre     | Version de concert                           |
| Reconnaissance                   | 2021                  | Chœur                 |                                              |
| Innocence                        | 2021                  | Opéra                 |                                              |

## Œuvres pour orchestre
| Titre                   | Date | Durée   | Remarques                                              |
| ----------------------- | ---- | ------- | ------------------------------------------------------ |
| Asteroid 4179: Toutatis | 2005 | 4 min.  |                                                        |
| Chimère                 | 2019 | 1 min.  |                                                        |
| Ciel d'hiver            | 2013 | 10 min. |                                                        |
| Circle Map              | 2012 | 26 min. | pour orchestre et électronique                         |
| Du cristal...           | 1989 | 12 min. | pour orchestre et électronique                         |
| Forty Heartbeats        | 1998 | 3 min.  |                                                        |
| Laterna Magica          | 2008 | 20 min. |                                                        |
| Lumière et Pesanteur    | 2009 | 6 min.  |                                                        |
| Nymphéa Reflection      | 2001 | 27 min. | pour orchestre à cordes                                |
| Orion                   | 2002 | 22 min. |                                                        |
| Song for Betty          | 2001 | 5 min.  |                                                        |
| Terra Memoria           | 2009 | 20 min. | version orchestre à cordes du quatuor à cordes de 2006 |
| Verblendungen           | 1984 | 14 min. | pour orchestre et bande                                |
| Vista                   | 2019 | 25 min. |                                                        |
| Semafor                 | 2020 | 14 min. | pour sinfonietta                                       |

## Œuvres pour soliste et orchestre

### Instrumental
| Titre             | Date | Instrument                | Durée   | Remarques           |
| ----------------- | ---- | ------------------------- | ------- | ------------------- |
| ...à la fumée     | 1990 | flûte alto et violoncelle | 19 min. | suite de Du cristal |
| Aile du songe     | 2001 | flûte                     | 18 min. |                     |
| D'OM LE VRAI SENS | 2010 | clarinette                | 35 min. |                     |
| Graal théâtre     | 1994 | violon                    | 25 min. |                     |
| Maan varjot       | 2013 | orgue                     | 15 min. |                     |
| Notes on Light    | 2006 | violoncelle               | 28 min. |                     |
| Trans             | 2015 | harpe                     | 20 min. |                     |

### Vocal
| Titre             | Date | Voix                   | Durée   | Livret                                                                | Langue   | Remarques                                            |
| ----------------- | ---- | ---------------------- | ------- | --------------------------------------------------------------------- | -------- | ---------------------------------------------------- |
| Adriana's Songs   | 2006 | mezzo-soprano          | 29 min. | Amine Maalouf                                                         | Français |                                                      |
| Cinq reflets      | 2001 | soprano et baryton     | 30 min. | Amin Malouf                                                           | Français |                                                      |
| Émilie Suite      | 2011 | soprano                | 25 min. | Amine Maalouf                                                         | Français |                                                      |
| Leino Songs       | 2007 | soprano                | 13 min. | Eino Leino                                                            | Finnois  |                                                      |
| Mirage            | 2007 | violoncelle et soprano | 12 min. | Marie Sabine                                                          | Anglais  |                                                      |
| Quatre instants   | 2002 | soprano                | 23 min. | Amin Malouf                                                           | Français | version orchestrale de la chanson artistique de 2002 |
| True Fire         | 2014 | baryton                | 25 min. | Ralph Waldo Emerson, Seamus Heaney, trad. Amérindien, Mahmoud Darwish | Anglais  |                                                      |
| Saarikoski-laulut | 2020 | soprano                | 15 min. | Pentti Saarikoski                                                     | Finnois  | version orchestrale du cycle de chansons 2017        |

## Grand ensemble (7 musiciens ou plus)
| Titre      | Date | Instrumentation | Durée   | Remarques                                               |
| ---------- | ---- | --- | ------- | ------------------------------------------------------- |
| Aer        | 1991 | flûte, percussion, harpe, clavecin, violon, alto, violoncelle et électronique                                                                                           | 17 min. |                                                         |
| Io         | 1987 | 2 flûtes (2e doublage piccolo et flûte alto), flûte basse, 2 cors, trombone, tuba, percussions, harpe, piano, 2 violons, alto, violoncelle, contrebasse et électronique | 17 min. |                                                         |
| Lichtbogen | 1986 | flûte (doublant piccolo et flûte alto), percussions, harpe, piano, 2 violons, alto, violoncelle, contrebasse et électronique                                            | 17 min. |                                                         |
| Neiges     | 1998 | pour 8 ou 12 violoncelles | 15 min. | une version disponible pour 8 violoncelles, une pour 12 |
| Solaire    | 1993 | flûte (doublant piccolo), hautbois, clarinette, trompette, 2 percussionnistes, harpe, 2 pianos, violon, alto, contrebasse et électronique                               | 18 min. |                                                         |

## Soliste et grand ensemble (7 musiciens ou plus)

### Instrumental
| Titre                    | Date | Soliste     | Instrumentation d'ensemble | Durée   | Remarques                                                |
| ------------------------ | ---- | ----------- | --- | ------- | -------------------------------------------------------- |
| Amers                    | 1992 | violoncelle | piccolo, hautbois, clarinette, clarinette basse, cor, 2 percussionnistes, harpe, 2 claviers et électronique                                                                                | 20 min. |                                                          |
| Graal théâtre            | 1997 | violon      | flûte (doublant piccolo), hautbois, clarinette, clarinette basse, basson, 2 cors, trompette, trombone basse, 2 percussionnistes, harpe, piano, 2 violons, alto, violoncelle et contrebasse | 25 min. | version de chambre de la pièce pour orchestre de 1994    |
| Notes on Light           | 2010 | violoncelle | flûte, hautbois, clarinette, basson, cor, trompette, trombone, tuba, timbales, 2 percussionnistes, harpe, piano, célesta, 2 violons, alto, violoncelle et contrebasse                      | 28 min. | version pour ensemble de la pièce pour orchestre de 2006 |
| Vers toi qui est si loin | 2018 | violon      | piccolo, harpe (facultatif), 2 violons, alto, violoncelle et contrebasse | 7 min.  | adaptation du dernier air de L'Amour de loin             |

### Vocal
| Titre                    | Date | Voix               | Instrumentation d'ensemble | Durée   | Livret                            | Langue   | Remarques                                                           |
| ------------------------ | ---- | ------------------ | --- | ------- | --------------------------------- | -------- | ------------------------------------------------------------------- |
| Message pour Gérard      | 2000 | mezzo-soprano      | flûte alto (doublant piccolo), percussions, harpe, violon, alto, violoncelle et contrebasse                                                                                            | 4 min.  | Kaija Saariaho (collage de texte) | Français |                                                                     |
| Tempest Songbook         | 2004 | soprano et baryton | original : flûte, clarinette, harpe, guitare, mandoline, violon, alto, violoncelle et contrebasse suppléant : flûte à bec, clavecin, luth, 2 violons, alto, violoncelle et contrebasse | 21 min. | Shakespeare                       | Anglais  | une version pour instruments modernes, une pour instruments anciens |
| Vers toi qui est si loin | 2018 | soprano            | piccolo, harpe (facultatif), 2 violons, alto, violoncelle et contrebasse | 7 min.  | Amine Maalouf                     | Français | adaptation du dernier air de L'Amour de loin                        |

## Œuvres pour 2 à 6 musiciens
| Titre                            | Date | Instrumentation                                                          | Durée   | Remarques                                                           |
| -------------------------------- | ---- | ------------------------------------------------------------------------ | ------- | ------------------------------------------------------------------- |
| Aure                             | 2011 | violon et alto (ou violoncelle)                                          | 5 min.  |                                                                     |
| The Bosun's Cheer                | 2014 | haut-parleur sprechstimme, flûte (ou violon), violoncelle et contrebasse | 4 min.  | une version pour instruments modernes, une pour instruments anciens |
| Calices                          | 2009 | violon et piano                                                          | 10 min. |                                                                     |
| Cendres                          | 1998 | flûte alto, piano et violoncelle                                         | 10 min. |                                                                     |
| Ciel étoilé                      | 1999 | percussions et contrebasse                                               | 5 min.  |                                                                     |
| Cloud Trio                       | 2009 | violon, alto et violoncelle                                              | 20 min. |                                                                     |
| Concordia                        | 2017 | violon et violoncelle                                                    | 20 min. |                                                                     |
| Figura                           | 2016 | clarinette solo, piano et quatuor à cordes                               | 14 min. |                                                                     |
| Gates                            | 1991 | flûte, clavecin, violoncelle et électronique (facultatif)                | 10 min. |                                                                     |
| Im Traume                        | 1980 | violoncelle et piano                                                     | 10 min. |                                                                     |
| Je sens un deuxième cœur         | 2003 | alto, violoncelle et piano                                               | 15 min. |                                                                     |
| Light and Matter                 | 2014 | piano, violon et violoncelle                                             | 12 min. |                                                                     |
| Lumière immobile et en mouvement | 2016 | flûte et kantele                                                         | 12 min. |                                                                     |
| Mirrors                          | 1997 | flûte et violoncelle                                                     | 4 min.  |                                                                     |
| New Gates                        | 1996 | flûte, harpe et alto                                                     | 12 min. |                                                                     |
| Nymphéa                          | 1987 | quatuor à cordes et électronique                                         | 18 min. |                                                                     |
| Offrande                         | 2014 | orgue et violoncelle                                                     | 7 min.  |                                                                     |
| Oi Kuu                           | 1990 | clarinette basse (ou flûte basse) et violoncelle                         | 6 min.  |                                                                     |
| Serenatas                        | 2008 | piano, violoncelle et percussions                                        | 14 min. |                                                                     |
| Terra Memoria                    | 2006 | quatuor à cordes                                                         | 20 min. |                                                                     |
| Terrestre                        | 2002 | flûte solo, percussions, harpe, violon et violoncelle                    | 10 min. |                                                                     |
| Tocar                            | 2010 | violon et piano                                                          | 7 min.  |                                                                     |
| Trois rivières                   | 1994 | quatuor de percussions et électronique                                   | 16 min. |                                                                     |

## Œuvres pour soliste
| Titre                                                             | Date | Instrumentation             | Durée      | Remarques |
| ----------------------------------------------------------------- | ---- | --------------------------- | ---------- | --------- |
| Arabesques et adages                                              | 2016 | piano                       | 7 min.     |           |
| Ballade                                                           | 2005 | piano                       | 6 m. 30 s. |           |
| Couleurs du vent                                                  | 1998 | flûte alto                  | 9 min.     |           |
| ...de la Terre                                                    | 1991 | violon et électronique      | 15 min.    |           |
| Dolce Tourmento                                                   | 2004 | piccolo                     | 5 min.     |           |
| Dreaming Chaccone (Variation sur la Chiacona de Giuseppe Colombi) | 2010 | violoncelle                 |            |           |
| Duft                                                              | 2012 | clarinette                  | 10 min.    |           |
| Fall                                                              | 1991 | harpe et électronique       | 5 min.     |           |
| Folia                                                             | 1995 | contrebasse et électronique | 10 min.    |           |
| Frises                                                            | 2011 | violon et électronique      | 20 min.    |           |
| Jardin Secret II                                                  | 1986 | clavecin et électronique    | 11 min.    |           |
| Laconisme de l'aile                                               | 1982 | flûte et électronique       | 9 min.     |           |
| NoaNoa                                                            | 1992 | flûte et électronique       | 10 min.    |           |
| Nocturne                                                          | 1994 | violon                      | 6 min.     |           |
| Petals                                                            | 1988 | violoncelle et électronique | 9 min.     |           |
| Prélude                                                           | 2007 | piano                       | 7 m. 30 s. |           |
| Près                                                              | 1992 | violoncelle et électronique | 18 min.    |           |
| Sens                                                              | 2016 | violon                      |            |           |
| Sept Papillons                                                    | 2000 | violoncelle                 | 10 min.    |           |
| Six Japanese Gardens                                              | 1994 | percussions et électronique | 19 min.    |           |
| Spins and Spells                                                  | 1997 | violoncelle                 | 7 min.     |           |
| Trois Rivières : Delta                                            | 2001 | percussions et électronique | 16 min.    |           |
| Vent nocturne                                                     | 2006 | alto et électronique        | 15 min.    |           |

## Chœur (a capella et avec accompagnement)
| Titre                | Date | Instrumentation                                                                                     | Durée     | Livret                            | Langue   | Remarques                                                       |
| -------------------- | ---- | --------------------------------------------------------------------------------------------------- | --------- | --------------------------------- | -------- | --------------------------------------------------------------- |
| Château de l'âme     | 1996 | soprano solo, chœur SA et orchestre                                                                 | 22 min.   | Kaija Saariaho (collage de texte) | Français |                                                                 |
| Echo                 | 2007 | 2 sopranos, alto, contre- ténor, 2 ténors, 2 basses et électronique                                 | 10 min.   | Aleksi Barrière                   | Français |                                                                 |
| Horloge, Tais-Tois ! | 2007 | original : chœur SA et piano suppléant : chœur SA, flûte, clarinette, basson, percussions et cordes | 3 m.30 s. | Aleksi Barrière                   | Français |                                                                 |
| Kesäpäivä            | 2011 | Chœur SA et 2 percussionnistes                                                                      |           | Aleksi Barrière                   |          |                                                                 |
| Nuits, adieux        | 1996 | Chœur SATB                                                                                          | 10 min.   | Jacques Roubaud, Honoré de Balzac | Français | version chorale de la pièce de 1991 pour voix solistes          |
| Oltra mar            | 1999 | Chœur et orchestre SATB                                                                             | 22 min.   | Amin Maalouf, Abou Saïd           | Français |                                                                 |
| La Passion de Simone | 2006 | soprano solo, chœur SATB et orchestre (ou orchestre de chambre)                                     | 1 h.15 m. | Amin Malouf                       | Français | une version pour grand orchestre, une pour orchestre de chambre |
| Reconnaissance       |      | Chœur SATB, percussions et contrebasse                                                              | 20 min.   | Aleksi Barrière                   |          |                                                                 |
| Tag des Jahrs        | 2001 | Chœur et électronique SATB                                                                          | 15 min.   | Friedrich Hölderlin               | Allemand |                                                                 |
| Überzeugung          | 2001 | 3 voix féminines, violon, violoncelle et crotale (peut être joué par l'un des chanteurs)            | 2 min.    | Friedrich Hölderlin               | Allemand |                                                                 |

## Voix solo et jusqu'à 6 instruments
| Titre                      | Date           | Instrumentation | Durée   | Livret                                         | Langue   | Remarques                                                        |
| -------------------------- | -------------- | --- | ------- | ---------------------------------------------- | -------- | ---------------------------------------------------------------- |
| Ariel's Hail               | 2000           | soprano, flûte et harpe | 3 min.  | Shakespeare                                    | Anglais  |                                                                  |
| Die Aussicht               | 1996 1998      | originale : soprano, flûte, guitare, violon et violoncelle alternative : soprano, flûte, piano, et violoncelle                     | 4 min.  | Friedrich Hölderlin                            | Allemand |                                                                  |
| Caliban's Dream            | 1993 1995      | originale : baryton, clarinette, harpe, guitare, mandoline et double basse alternative : baryton, flûte alto, harpe et violoncelle | 3 min.  | Shakespeare                                    | Anglais  | extrait de The Tempest Songbook                                  |
| Changing Light             | 2002 2005 2019 | originale : soprano et violon alternative : soprano et flûte alternative : baryton et violoncelle                                  | 6 min.  | traduit de l'Hébreu par le Rabbin Jules Harlow | Anglais  |                                                                  |
| Ferdinand's Comfort        | 2004           | soprano, baryton, flûte, harpe (ou piano), violon, violoncelle et double basse                                                     | 4 min.  | Shakespeare                                    | Anglais  | extrait de The Tempest Songbook                                  |
| From the Grammar of Dreams | 1988 2002      | originale : 2 sopranos alternative : soprano et électronique                                                                       | 10 min. | Sylvia Plath                                   | Anglais  |                                                                  |
| Grammaire des Rêves        | 1988           | soprano, alto, 2 flûtes, harpe, viole et violoncelle                                                                               | 11 min. | Paul Éluard (collage de textes)                |          |                                                                  |
| Il pleut                   | 1986           | soprano et piano | 2 min.  | Guillaume Apollinaire                          | Français |                                                                  |
| Iltarukous                 | 2000           | soprano et piano | 3 min.  | Eino Leino                                     | Finnois  |                                                                  |
| Leino Songs                | 2007           | soprano et piano | 13 min. | Eino Leino                                     | Finnois  | version de chambre de la pièce de 2007 pour soprano et orchestre |
| Lonh                       | 1996           | soprano et électronique | 20 min. | Jaufre Rudel                                   | Occitan  |                                                                  |
| Luonnon kasvot             | 2013           | voix et piano |         | Pentti Saarikoski                              | Finnois  |                                                                  |
| Mirage                     | 2007           | soprano, violoncelle et piano | 12 min. | Maria Sabina                                   | Anglais  |                                                                  |
| Miranda's Lament           | 1997 2000      | originale : soprano, clarinette, harpe, viole et double basse alternative : soprano, flûte, harpe, violon et violoncelle           | 6 min.  | Shakespeare                                    | Anglais  | extrait de The Tempest Songbook                                  |
| Nuits, adieux              | 1991           | SATB et électronique | 10 min. | Jacques Roubaud, Honoré de Balzac              | Français |                                                                  |
| Prospero's Vision          | 2002 2019      | originale : baryton, clarinette, harpe, violon et double basse alternative : ténor et quatuor à cordes                             | 5 min.  | Shakespeare                                    | Anglais  | extrait deThe Tempest Songbook                                   |
| Quatre Instants            | 2002           | soprano et piano | 23 min. | Amin Maalouf                                   | Français |                                                                  |
| Quatre Messages            | 1999           | 2 sopranos, flûte et harpe | 8 min.  | Kaija Saariaho (collage de textes)             | Français |                                                                  |
| Saarikoski-laulut          | 2017           | soprano et piano | 11 min. | Pentti Saarikoski                              | Finnois  |                                                                  |
| Sombre                     | 2012           | voix, flûte basse, percussion, harpe et double basse                                                                               | 18 min. | Ezra Pound                                     | Anglais  |                                                                  |
| Tag des Jahrs              | 2006           | 2 sopranos, mezzo-soprano, contreténor, 2 ténors, basse et électronique                                                            | 15 min. | Friedrich Hölderlin                            | Allemand | arrangé par Rachid Safir                                         |

## Opéra
| Titre                  | Date | Voix                                                       | Instrumentation                                                                                              | Durée     | Livret                                                                                                | Langue | Remarques |
| ---------------------- | ---- | ---------------------------------------------------------- | --- | --------- | --- | --- | --------- |
| Adriana Mater          | 2005 | mezzo-soprano, soprano, ténor, baryton-basse et chœur SATB | grand orchestre et électronique                                                                              | 2 h.      | Amin Maalouf                                                                                          | Français |           |
| L'amour de loin        | 2000 | soprano, mezzo-soprano, baryton et chœur SATB              | grand orchestre et électronique                                                                              | 2 h.      | Amin Maalouf                                                                                          | Français |           |
| Émilie                 | 2008 | soprano                                                    | orchestre de chambre et électronique                                                                         | 1h. 20 m. | Amin Maalouf                                                                                          | Français |           |
| Innocence              | 2021 | soprano, ténor, baryton et chœur SATB                      | grand orchestre                                                                                              | 1h. 45 m. | Sofi Oksanen, dramaturgisé/traduit par Aleksi Barrière                                                | principalement anglais (également finnois, tchèque, français, roumain, suédois, allemand, espagnol et grec ) |           |
| Only the Sound Remains | 2016 | contre-ténor, baryton-basse et ensemble SATB               | flûte (double flûte alto et flûte basse), percussions, kantele, 2 violons, alto, violoncelle et électronique | 1h. 30 m. | inspiré des drames Nô ( Always Strong et Feather mantle ), traduit par Ezra Pound et Ernest Fenollosa | Anglais |           |

## Danse
| Titre | An   | Instrumentation                                                                 | Durée     |
| ----- | ---- | ------------------------------------------------------------------------------- | --------- |
| Maa   | 1991 | flûte, percussions, harpe, clavecin, violon, ciola, violoncelle et électronique | 1h. 30 m. |

## Musique électronique
| Titre           | An   | Durée       |
| --------------- | ---- | ----------- |
| Jardin secret I | 1985 | 10 m. 48 s. |
| Stilleben       | 1988 |             |

## Sources et références
- (en) Cet article est partiellement ou en totalité issu de l’article de Wikipédia en anglais intitulé « List of compositions by Kaija Saariaho » (voir la liste des auteurs).

### Sources
- Catalogue sur www.wisemusicclassical.com
- Kaija Saariaho : Works sur saariaho.org